# Sabussowia dioica
Sabussowia dioica is een platworm (Platyhelminthes). De worm is tweeslachtig. De soort leeft in het zoute water.
Het geslacht Sabussowia, waarin de platworm wordt geplaatst, wordt tot de familie Cercyridae gerekend. De wetenschappelijke naam van de soort werd voor het eerst geldig gepubliceerd in 1863 door Claparede.